# Cristinești, Hotin
Cristinești, întâlnit și sub forma Crăstinești (în ucraineană Керстенці, transliterat: Kerstenți, în rusă Керстенцы, transliterat: Kerstențî) este un sat reședință de comună în raionul Hotin din regiunea Cernăuți (Ucraina). Are 1,448 locuitori, preponderent ucraineni.
Satul este situat la o altitudine de 203 metri, în partea de centru-sud a raionului Hotin.

## Istorie
Localitatea Cristinești a făcut parte încă de la înființare din Ținutul Hotinului a regiunii istorice Basarabia a Principatului Moldovei, numindu-se inițial Crăstinești. Prima atestare documentară a satului datează din 3 noiembrie 1433.

Cimitirul din Cristinești al familiei Hâjdău

Prin Tratatul de pace de la București, semnat pe 16/28 mai 1812, între Imperiul țarist și cel otoman, la încheierea războiului ruso-turc din 1806 – 1812, Rusia a ocupat teritoriul de est al Moldovei dintre Prut și Nistru, pe care l-a alăturat Ținutului Hotin și (sudului) Basarabiei/Bugeacului luate de la turci, denumind ansamblul Basarabia (în 1813) și transformându-l într-o gubernie împărțită în zece ținuturi (Hotin, Soroca, Bălți, Orhei, Lăpușna, Tighina, Cahul, Bolgrad, Chilia și Cetatea Albă, capitala guberniei fiind stabilită la Chișinău). 
La începutul secolului al XIX-lea, conform recensământului efectuat de către autoritățile țariste în anul 1817, satul Crăstinești (denumirea rusificată a satului Cristinești) făcea parte din Ocolul Hilavățului a Ținutului Hotin . 
După Unirea Basarabiei cu România la 27 martie 1918, satul Cristinești a făcut parte din componența României, în Plasa Clișcăuți a județului Hotin. Pe atunci, majoritatea populației era formată din ucraineni. 
Ca urmare a Pactului Ribbentrop-Molotov (1939), Basarabia, Bucovina de Nord și Ținutul Herța au fost anexate de către URSS, la 28 iunie 1940. După ce Basarabia a fost ocupată de sovietici, Stalin a dezmembrat-o în trei părți. Astfel, la 2 august 1940, a fost înființată RSS Moldovenească, iar părțile de sud (județele românești Cetatea Albă și Ismail) și de nord (județul Hotin) ale Basarabiei, precum și nordul Bucovinei și Ținutul Herța au fost alipite RSS Ucrainene. La 7 august 1940, a fost creată regiunea Cernăuți, prin alipirea părții de nord a Bucovinei cu Ținutul Herța și cu cea mai mare parte a județului Hotin din Basarabia .
În perioada 1941-1944, toate teritoriile anexate anterior de URSS au reintrat în componența României. Apoi, cele trei teritorii au fost reocupate de către URSS în anul 1944 și integrate în componența RSS Ucrainene, conform organizării teritoriale făcute de Stalin după anexarea din 1940, când Basarabia a fost ruptă în trei părți. 

Strada Hasdeu în Cristinești

Începând din anul 1991, satul Cristinești face parte din raionul Hotin al regiunii Cernăuți din cadrul Ucrainei independente. Conform recensământului din 1989, numărul locuitorilor care s-au declarat români plus moldoveni era de 13 (1+12), reprezentând 0,87% din populație . În prezent, satul are 1.448 locuitori, preponderent ucraineni.

## Demografie
Componența lingvistică a comunei Cristinești
     Ucraineană (97,93%)
     Română (1,24%)
     Alte limbi (0,83%)
Conform recensământului ucrainean din 2001, majoritatea populației comunei Cristinești era vorbitoare de ucraineană (97,93%), existând în minoritate și vorbitori de română (1,24%).
1930: 1.608 (recensământ român)
1989: 1.493 (recensământ sovietic)
2007: 1.448 (estimare ucraineană)

## Personalități
- Bogdan Petriceicu Hașdeu (1836-1907) – scriitor și filolog român, pionier în diferite ramuri ale filologiei și istoriei românești, născut la Cristinești

## Obiective turistice
- Biserica Pokrovka – construită în 1895 [7]
- Monumentul eroilor locali [8]
- Cimitirul familiei Hâjdău
- Muzeul etnografic din Cristinești, unde există o secțiune specială dedicată familiei Hajdeu.[9]